# بلدة باينكونينغ (ميشيغان)
باينكونينغ (بالإنجليزية: Pinconning Township, Michigan)‏ هي بلدة تقع بولاية ميشيغان في الولايات المتحدة. تبلغ مساحتها 108.7 (كم²)، وترتفع عن سطح البحر 184 م، بلغ عدد سكانها 2431 نسمة في عام تعداد الولايات المتحدة 2010 حسب إحصاء مكتب تعداد الولايات المتحدة وتصل الكثافة السكانية فيها 25.6 نسمة/كم2.

## وصلات خارجية
- pinconningtownship.com
- The US50 - Cities and Towns in Michigan State
- Michigan Cities and Towns, Facts, Map, Flag, Colleges, Government, and More